# Dékány Csabáné
Dékány Csabáné, Rácz Anna (Újpest, 1937–) építészmérnök.

## Szakmai életútja
A Borsod megyei Állami Építőipari Vállalatnál kivitelező mérnökként kezdte szakmai gyakorlatát 1961-ben, majd egy évig műszaki ellenőr volt 1963-ig. 1963 és 1965 között tervező a budapesti Középület-tervező Vállalatnál (KÖZTI), azt követően a Lakóépület-tervező Vállalatnál (LAKÓTERV), ahol iskola, óvoda és bölcsőde épületek tervein dolgozott, mint a Nándorfehérvári úti lakóház - Budapest, Kelenföldön és lakóház az Alexander Platzon, Berlinben.
Magántervezői jogosultságot szerzett 1962-ben, és ennek keretében társas- és családi házakat tervezett Budapesten valamint nyaralókat a Balaton környékén.
1970-től a Mélyépítési Tervező Vállalatnál (MÉLYÉPTERV) dolgozott, 1978-tól vezető tervezői jogosultsággal. Számos vidéki nagyváros vízközmű telepének magasépületeit tervezte meg. Kivitelezett tervei közül jelentősebbek a Százhalombattai uszoda-strand, Lenti városi fedett uszoda-strand, Hegykő Faluközpont, tornacsarnok, Csepreg Orvosi rendelőépület, Bazsalikom utcai Orvosi rendelő és Gyógyszertár, Bp. Xl.
A MÉLYÉPTERV 1986-ban létrehozott Magasépítési Osztályának vezetője volt 1992. évi nyugdíjazásáig. Tagja az Építőművész Szövetségnek (MÉSZ) és a Magyar Építész Kamarának (MÉK).

## Fontosabb munkái
- Berlin: lakóház az Alexanderplatzon,
- Százhalombatta: uszoda-strand,
- Lenti: városi fedett uszoda-strand,
- Hegykő: faluközpont, tornacsarnok,
- Csepreg: orvosi rendelőépület,
- Budapest Xl.: Bazsalikom u. orvosi rendelő, gyógyszertár